# Мілвокі (округ, Вісконсин)
Шаблон:StateAbbr_ 43°00′00″ пн. ш. 87°58′02″ зх. д. / 43° пн. ш. 87.96713° зх. д.
 Мілвокі (англ. Milwaukee County) — округ (графство) у штаті Вісконсин. Ідентифікатор округу 55079.

## Історія
Округ утворений 1835 року.

## Демографія
За даними перепису 
2000 року 
загальне населення округу становило 940164 осіб, зокрема міського населення було 937009, а сільського — 3155.
Серед них чоловіків — 450574, а жінок — 489590. В окрузі було 377729 домогосподарств, 225046 родин, які мешкали в 400093 будинках.
Середній розмір родини становив 3,13.
Віковий розподіл населення поданий у таблиці:
| Стать    | До 15 років | 15-21 | 22-29 | 30-39 | 40-49 | 50-65 | 65-85 | Понад 85 |
| -------- | ----------- | ----- | ----- | ----- | ----- | ----- | ----- | -------- |
| Чоловіки | 105779      | 48688 | 54667 | 69861 | 66436 | 58051 | 42830 | 4262     |
| Жінки    | 101808      | 48591 | 57602 | 71984 | 69758 | 65254 | 62343 | 12250    |

## Суміжні округи
- Озокі — північ
- Мічиган — схід
- Расін — південь
- Вокеша — захід
- Вашингтон — північний захід

## Виноски
1. ↑  U.S. Decennial Census. United States Census Bureau. Архів оригіналу за 12 травня 2015. Процитовано 6 серпня 2015.
2. ↑  Historical Census Browser. University of Virginia Library. Архів оригіналу за 11 серпня 2012. Процитовано 6 серпня 2015.
3. ↑  Forstall, Richard L., ред. (27 березня 1995). Population of Counties by Decennial Census: 1900 to 1990. United States Census Bureau. Архів оригіналу за 18 липня 2015. Процитовано 6 серпня 2015.
4. ↑  Census 2000 PHC-T-4. Ranking Tables for Counties: 1990 and 2000 (PDF). United States Census Bureau. 2 квітня 2001. Архів оригіналу (PDF) за 18 грудня 2014. Процитовано 6 серпня 2015.
5. ↑  State & County QuickFacts. United States Census Bureau. Архів оригіналу за 29 червня 2011. Процитовано 6 серпня 2015.(англ.) Наведено за англійською вікіпедією.
6. ↑  American FactFinder. Бюро перепису населення США. Архів оригіналу за 26 лютого 2012. Процитовано 31 січня 2008.

| США | Це незавершена стаття з географії США. Ви можете допомогти проєкту, виправивши або дописавши її. |